# إرغاتيكوس
إرغاتيكوس (Ergaticus) هو جنس من هوازج العالم الجديد، وهي طيور تنتمي لفصيلة العصفوريات تم العثور عليها فقط في الأمريكيتين. أصبحت تندرج ضمن جنس كاردلينا في عام 2011. اسم هذا الجنس هو كلمة لاتينية مشتقة من الكلمة الإغريقية «إرغاتيكوس»، ومعناها «مستعد أو قادر على العمل». يحتوي هذا الجنس على نوعين شقيقين: الهازجة الحمراء، وهي تنتشر في المرتفعات المكسيكية في شمال برزخ تيهوانتيبيك، والهازجة وردية الرأس، التي تم العثور عليها في جنوب البرزخ، في مرتفعات تشياباس، وحدود المكسيك مع غواتيمالا. على الرغم من أنهما مفصولين جغرافياً ويختلفان كثيراً في الريش، إلا أنهما في بعض الأحيان قد يعتبران نوعاً بيولوجياً واحداً.
كِلا النوعين متوسطا الحجم. ويكون ريش الهوازج البالغة إلى حد كبير ذا لون أحمر، في حين أن الصغيرة منها يكون ريشها إلى حد كبير «وردي وبني قرفي». أما منقارها فيكون صغيراً وضيقاً في قاعدته وهذا موجود عند كل هوازج العالم الجديد. والذيل يكون مستديراً وطويلاً نسبياً (ريدواي 1902). بينما صوتها يكون عالياً جداً ورقيق مع تغريد قصير (هويل وويب 1995).
يعيش هذا الجنس في الغابات التي يترواح طول أشجارها بين 1800 إلى 3500 متر. ويمكن إيجاد هذه الطيور بشكل فردي أو على شكل أزواج وقد اُكتُشف أن هذا الجنس يتغذى بشكل جماعي عندما تكون طيوره في مجموعات (هويل وويب 1995).
يشبه شكل أعشاشها شكل فرن قديم الطراز وبه فتحة في الأعلى أو في أحد جوانبه، وهو مصنوع من الصنوبر، العشب، أو مواد مشابهة. ثم يتم وضعه على البر أو على الشجر. تضع أغلب طيور هذا الجنس 3 أو 4 بيضات؛ تضع الهازجة وردية الرأس في بعض الأحيان بيضتين فقط. ويكون بيضها أبيض من الخارج مع بقع بنية حمراء ورمادية (هويل وويب 1995).